# Entephria cyanata
Entephria cyanata là một loài bướm đêm thuộc họ Geometridae. Nó được tìm thấy ở châu Âu, từ Hà Lan, phía đông đến Ba Lan và Belarus, phía nam đến Balkan và Hy Lạp, phía tây đến Italia và Tây Ban Nha. Nó cũng được tìm thấy ở Cận Đông và Bắc Phi.

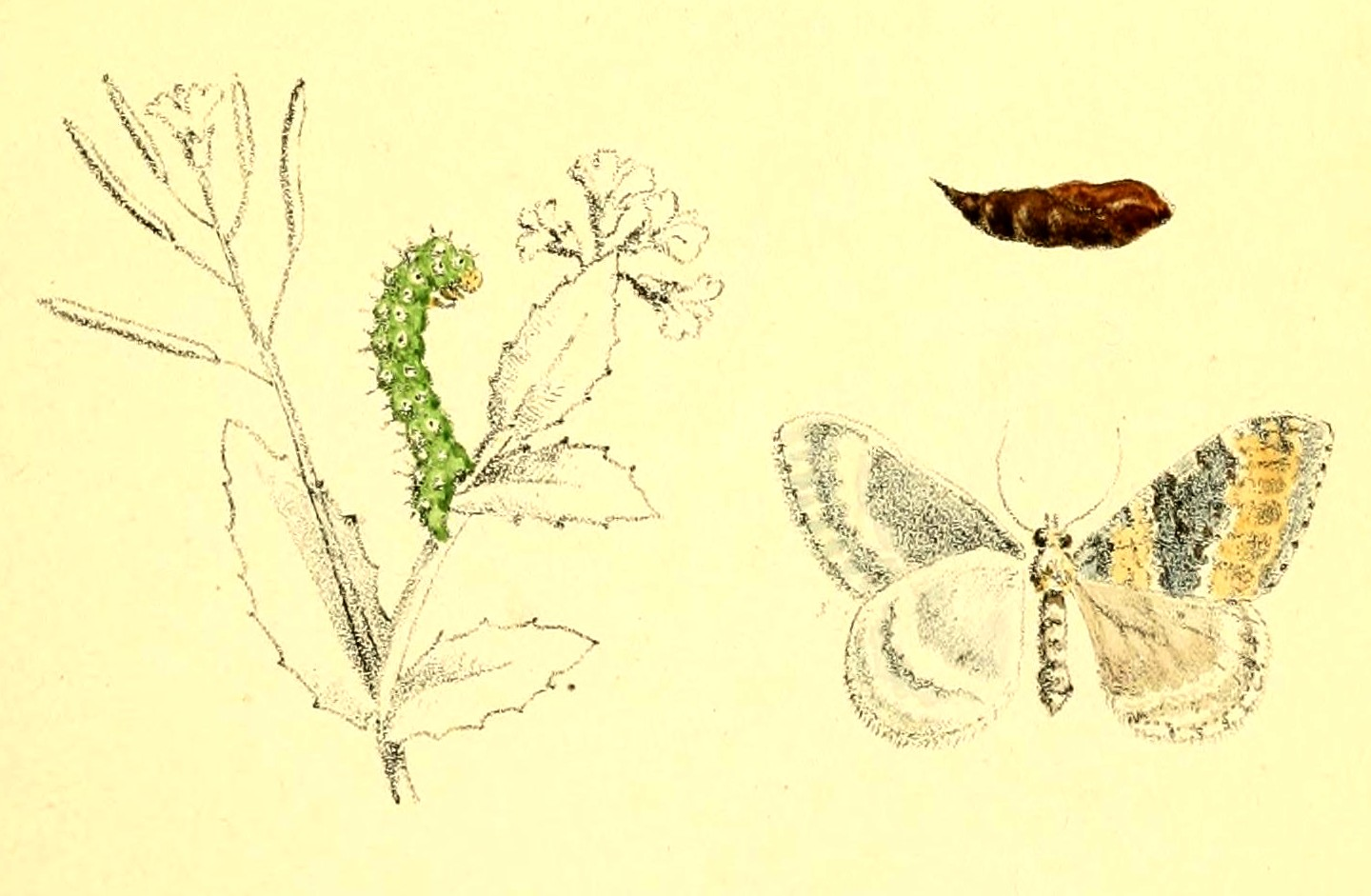
Minh họa con lớn, ấu trùng và nhộng

Sải cánh dài 29–32 mm. Con trưởng thành bay từ tháng 6 đến tháng 8 tùy theo địa điểm.

## Phụ loài
- Entephria cyanata cyanata
- Entephria cyanata petronensis